# Paragem de Gulhe

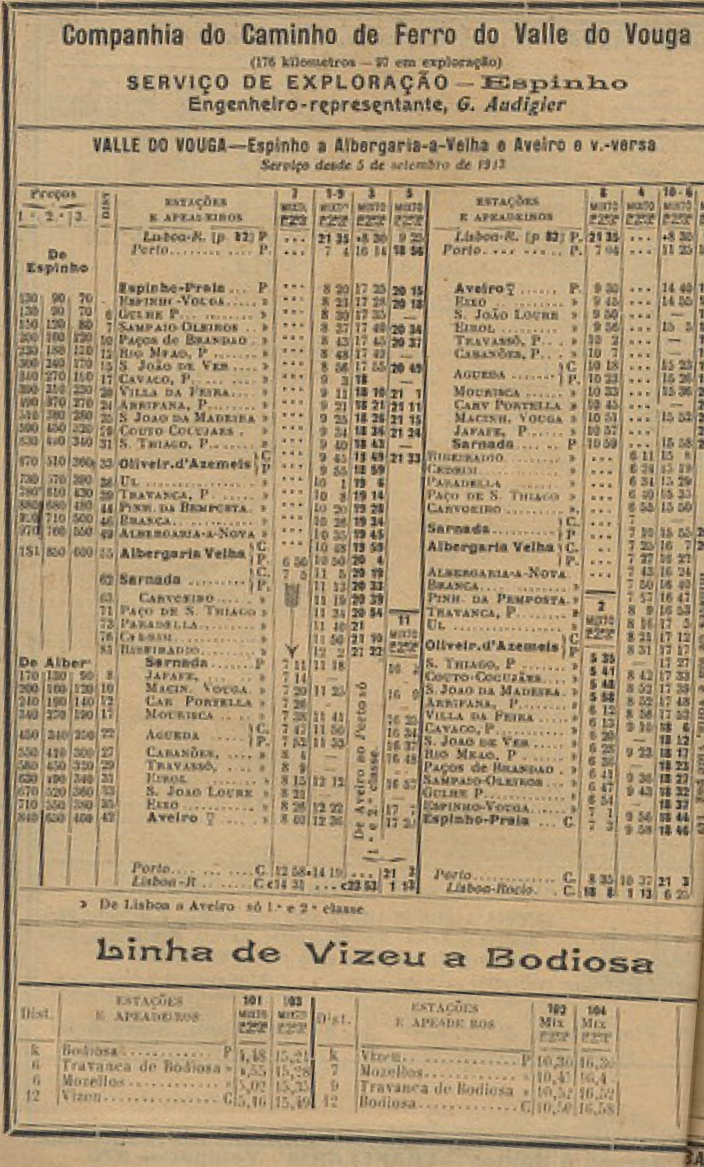
Horário da rede do Vouga em 1913, incluindo a paragem de Gulhe.

A Paragem de Gulhe foi uma gare ferroviária da Linha do Vouga, que servia a localidade de Gulhe, no Distrito de Aveiro, em Portugal.

## História
Este apeadeiro situava-se no troço entre Espinho e Oliveira de Azeméis, que foi inaugurado em 21 de Dezembro de 1908. Consta dos horários da Linha do Vouga de 1913; mas já não nos de 1980, tendo sido suprimido entretanto.